# دیوید هیرست
دیوید هیرست (به انگلیسی: David Hirst) بازیکن فوتبال زادهٔ ۷ دسامبر ۱۹۶۷ اهل کشور انگلستان که سابقهٔ بازی در تیم ملی فوتبال انگلستان را در کارنامهٔ خود دارد. وی در تاریخ ۱ ژوئن ۱۹۹۱ نخستین بازی ملی خود را در مقابل تیم ملی فوتبال استرالیا انجام داد و با حضور در ۳ بازی ملی، در تاریخ ۱۹ فوریه ۱۹۹۲ واپسین بازی ملی‌اش را در برابر تیم ملی فوتبال فرانسه برگزار کرد.
این بازیکن توانسته در بازی‌های ملی، ۱ گل به ثمر برساند.